# Lady Pank

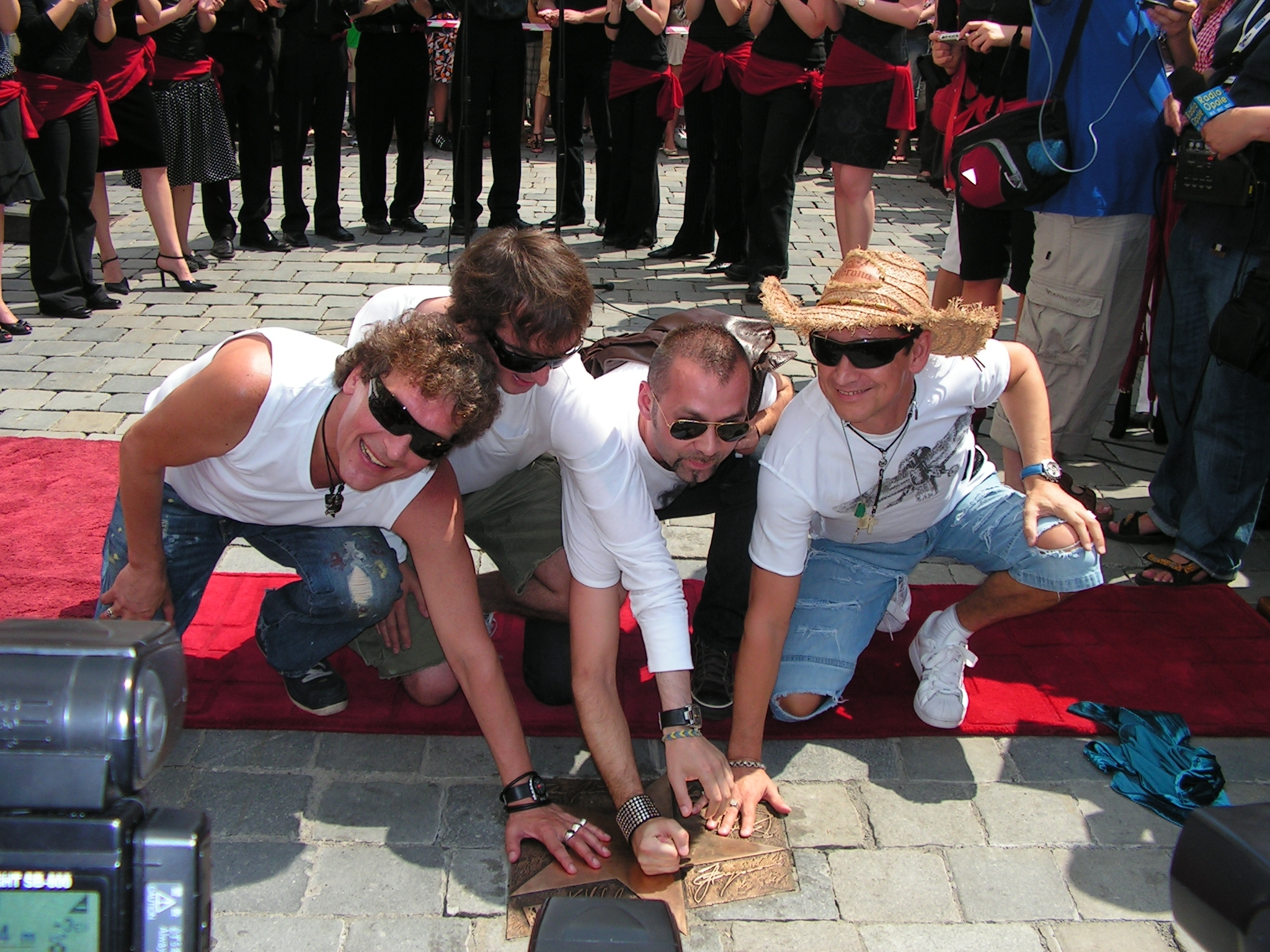
Lady Pank, 2007.

Lady Pank es un grupo de rock polaco fundado en 1981 en Breslavia por Jan Borysewicz y Andrzej Mogielnicki. Su primer éxito fue la canción Mała Lady Punk (Petite Lady Punk).
Su mayor éxito mundial fue en el año 1986, con la canción Minus Zero, que fue un éxito en Estados Unidos, Australia y en el resto de Europa.

## Miembros
La alineación de Lady Pank ha cambiado muchas veces a lo largo de los años, pero Jan Borysewicz y Janusz Panasewicz, cantante y guitarrista, se han mantenido.
Los miembros actuales son:
- Jan Borysewicz - solo de guitarra / voz,
- Janusz Panasewicz - voz,
- Kuba Jabłoński - batería,
- Krzysztof Kieliszkiewicz - guitarra baja,
- Michał Sitarski - guitarra.

## Discografía
Lady Pank tiene unos 20 álbumes y 200 tracks, muchos de ellos en varias versiones. (de estudio, en directo,..). En 2008 publicaron su último álbum, Strach się bać.
- Lady Pank (1983)
- Ohyda (1984)
- Drop Everything (1985) MCA Records
- LP 3 (1986)
- O dwóch takich, co ukradli Księżyc cz. I (1986)
- O dwóch takich, co ukradli Księżyc cz. II (1987)
- Tacy sami (1988)
- Zawsze tam, gdzie ty (1990)
- Lady Pank '81-'85 (1992)
- Nana (1994)
- "Mała wojna" akustycznie (1995)
- Ballady (1995)
- Gold (1995)
- The Best of Lady Pank (1990)
- Międzyzdroje (1996)
- Zimowe graffiti (1996)
- W transie (1997)
- Łowcy głów (1998)
- Koncertowa (1999)
- Złote przeboje (2000)
- Nasza reputacja (2000)
- Besta Besta (2002)
- The Best - "Zamki na piasku" (2004)
- Teraz (2004)
- Strach się bać (2007)
- Maraton (2011)